# 伊能忠敬

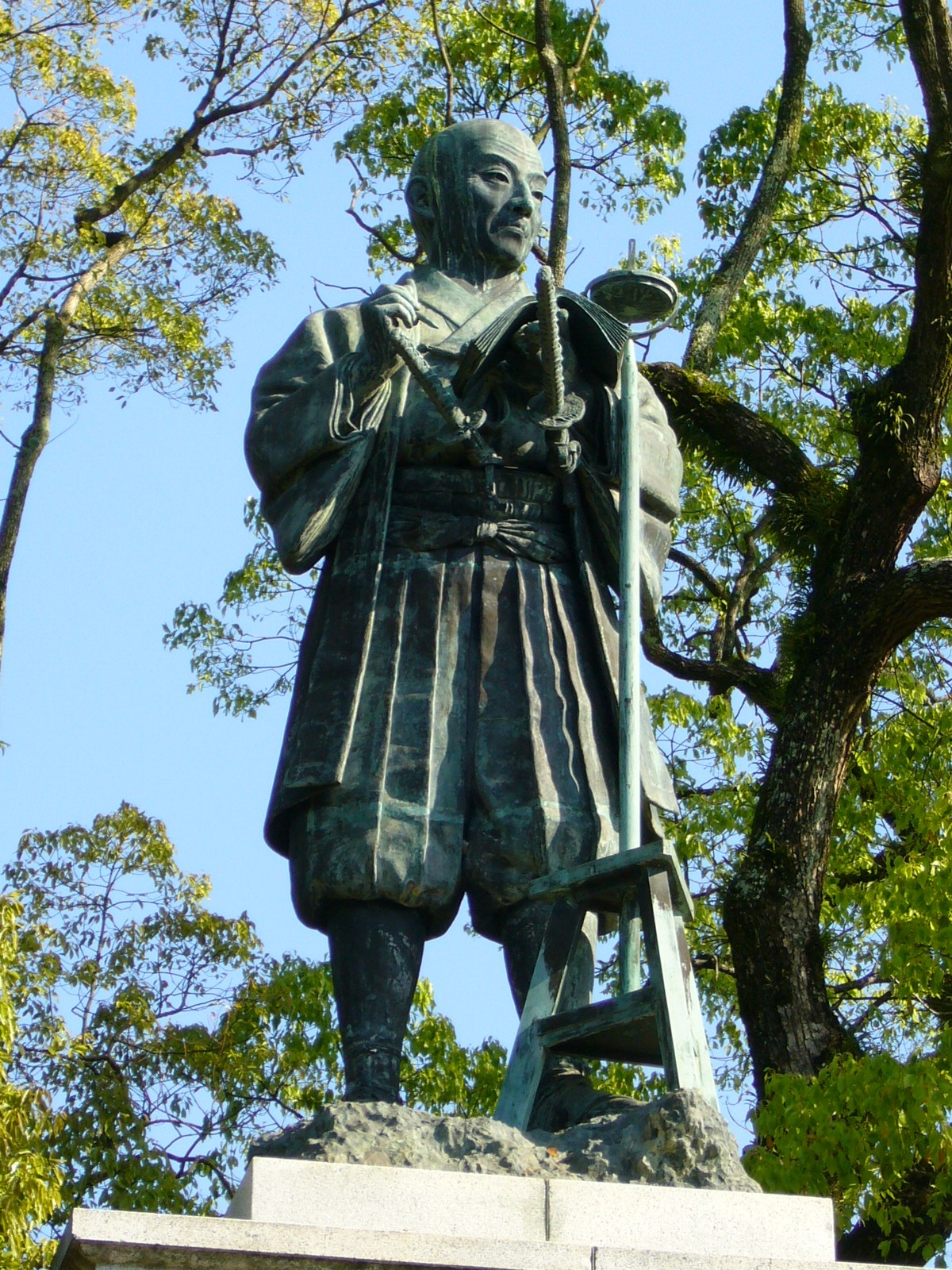
伊能忠敬铜像（千叶县香取市佐原公园，建于1919年）

伊能忠敬（日语：／ Inou Tadataka、1745年2月11日（延享2年1月11日）—1818年5月17日（文化15年4月13日）），字子齐，号东河，通称三郎右卫门，是日本江户时代的地图测绘家。伊能忠敬绘制了日本第一张全国地图《大日本沿海輿地全图》。

## 生涯
延享2年（1745年）1月11日，伊能忠敬生于上总国山边郡小关村（现千叶县山武郡九十九里町小关）。因排行第三，故幼名三治郎。父亲是神保贞恒是上门女婿。三治郎6岁时母亲去世，神保贞恒带长兄和二姐回武射郡小堤村（现千葉縣横芝光町小堤），留下三治郎由外祖父母抚养。三治郎10岁时，舅舅继承家业，神保贞恒将三治郎领回本家。
宝历12年（1762年）三治郎满18岁，入赘下总国香取郡佐原村（现千叶县香取市佐原）伊能家。伊能家在当地经营酿酒、酿酱油，以及放高利贷和利根川的水运。三治郎运用商业才能积累了很多财产。
宽政6年（1794年）12月，伊能忠敬50岁时把家督让给长子伊能景敬。次年前往江户。拜江户幕府天文方的高桥至时为师，学习测量和天文观测。此时伊能忠敬提出利用天体观测来测量地面距离，如果相距过近绝对误差的影响会很大，而如以江户到蝦夷地（现在北海道）为基准的话绝对误差影响就会小很多。这也是伊能忠敬后来亲自走遍日本沿海绘制地图的原因之一。
宽政12年（1800年）、56岁的伊能忠敬自费开始第1次测量。最初前往蝦夷地以及关东北部和日本的东北地区。伊能忠敬委派弟子间宫林藏测量北海道的宗谷地区。伊能忠敬的测量精度很高，幕府出于自身利益，同时为了了解萨摩藩的虚实逐渐开始资助伊能忠敬的测量。伊能忠敬测量了江户深川到野边地町的距离，计算出纬度1度的本初子午线长度约为28里2分（110.7公里左右），从而推算出地球周长为4万公里。和现在测量的地球实际周长只有0.1%的误差。
伊能忠敬在取得全国测绘数据的基础上制作了《大日本沿海輿地全图》。文化15年（1818年）伊能忠敬去世。地图于文政4年（1821年）高桥至时的儿子高桥景保完成。伊能忠敬的墓在現今东京都东上野六丁目的源空寺。高桥至时，高桥景保父子的墓也随葬左右。香取市佐原观福寺有伊能忠敬的遗髪塚。

## 年表

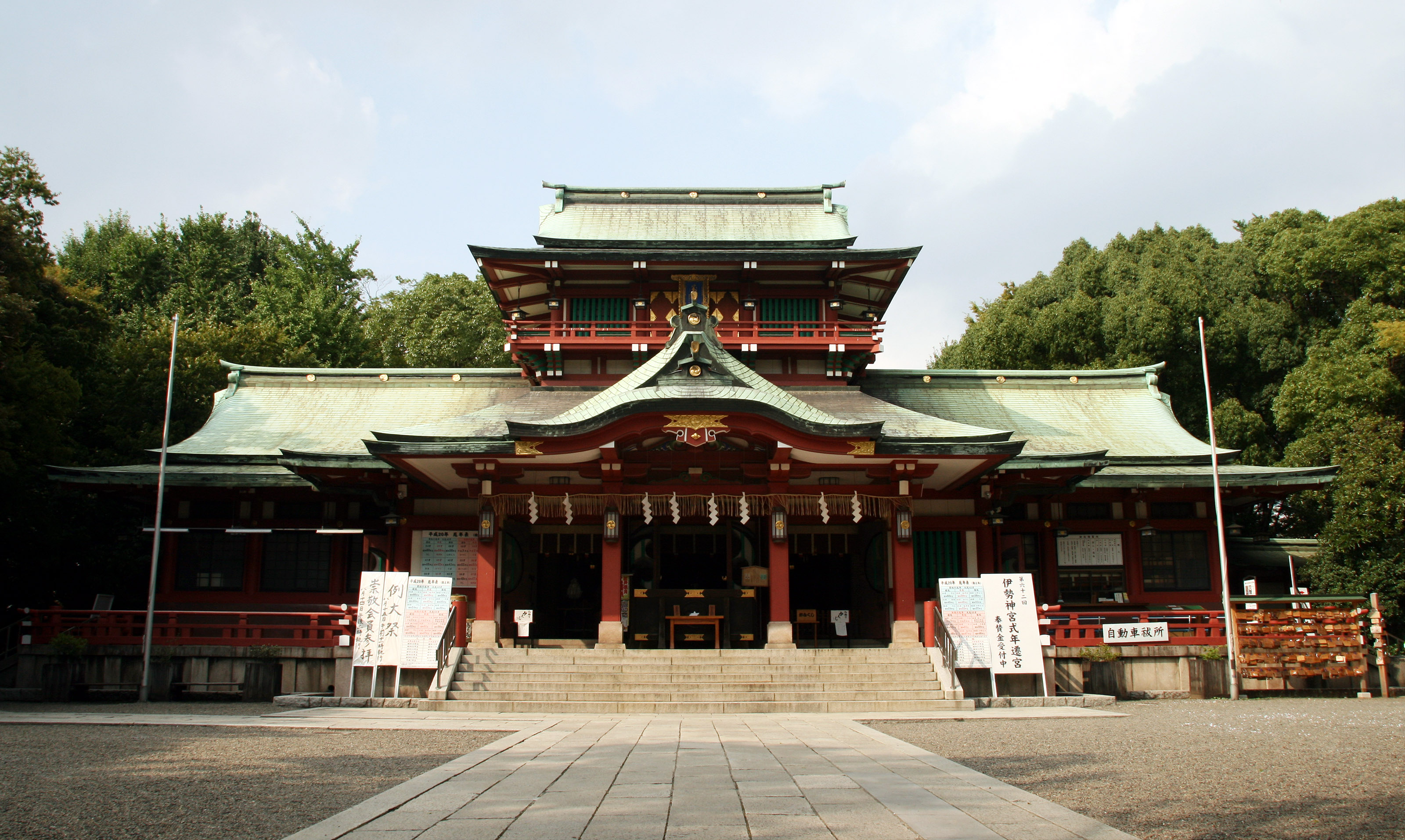
伊能忠敬參拜的富冈八幡宫

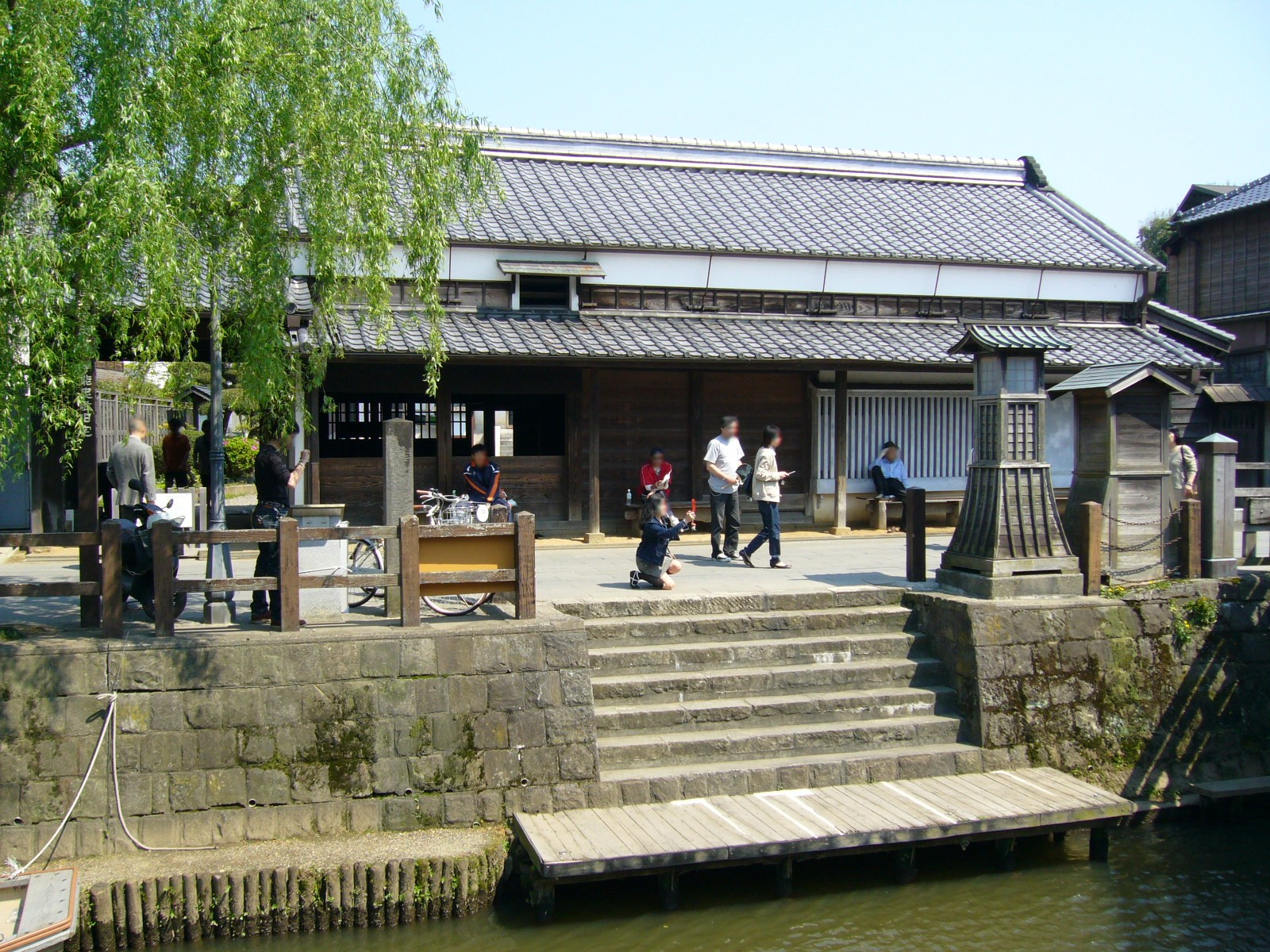
伊能忠敬故居（香取市佐原）

| 年号     | 西历   | 月日 （阴历）    | 年龄 | 内容 |
| -------- | ------ | ---------------- | ---- | --- |
| 延享2年  | 1745年 | 1月11日          | 0    | 在上总国山边郡小关村地主小关五郎左卫门家出生。                                                                            |
| 宝历元年 | 1751年 |                  | 6    | 母亲去世，入赘的父亲回武射郡小堤村神保本家。                                                                              |
| 宝历5年  | 1755年 |                  | 10   | 回到神保本家。 |
| 宝历12年 | 1762年 |                  | 18   | 入赘下总国香取郡佐原村伊能家。                                                                                            |
| 天明元年 | 1781年 |                  | 36   | 称为佐原村本宿组名主。 |
| 宽政6年  | 1794年 | 12月             | 50   | 家督让给长子景敬。 |
| 宽政7年  | 1795年 |                  | 51   | 前往江户向天文方高桥至时学习天文和测量。                                                                                  |
| 宽政12年 | 1800年 | 闰4月19日        | 56   | 第1次测量 奥州街道‐蝦夷地（太平洋沿岸）‐奥州街道 180天                                                                    |
| 享和元年 | 1801年 |                  | 57   | 第2次测量 三浦半岛‐伊豆半岛‐房总半岛‐东北（太平洋沿岸）‐津轻半岛‐奥州街道 230天                                           |
| 享和2年  | 1802年 |                  | 58   | 第3次测量 奥州街道‐山形‐秋田‐津轻半岛‐东北日本海沿岸‐直江津‐长野‐中山道 132天                                             |
| 享和3年  | 1803年 |                  | 59   | 第4次测量 东海道‐沼津‐太平洋沿岸‐名古屋‐敦贺‐北陆沿岸‐佐渡岛‐长冈‐中山道 219天                                            |
| 文化2年  | 1805年 |                  | 61   | 第5次测量 得到幕府公费支持。东海道‐纪伊半岛‐大阪‐琵琶湖‐濑户内海沿岸‐下关‐山阴沿岸‐隐岐‐敦贺‐琵琶湖‐东海道                |
| 文化5年  | 1808年 |                  | 64   | 第6次测量 东海道‐大阪‐鸣门‐高知‐松山‐高松‐淡路岛‐大阪‐吉野山‐伊势神宫‐东海道                                              |
| 文化6年  | 1809年 |                  | 65   | 第7次测量 中山道‐岐阜‐大津‐山阳道‐小仓‐九州东海岸‐鹿儿岛‐天草群岛‐熊本‐大分‐小仓‐萩‐中国地方内陆‐名古屋‐甲州街道          |
| 文化8年  | 1811年 |                  | 67   | 第8次测量 甲府‐小仓‐鹿儿岛‐屋久岛‐种子岛‐九州内陆‐长崎‐一岐岛‐对马岛‐五岛群岛‐中国地方内陆‐京都‐高山‐饭山‐川越 913天      |
| 文化12年 | 1815年 |                  | 71   | 第9次测量 伊能忠敏没有参加。东海道‐三岛‐下田‐八丈岛‐御藏岛‐三宅岛‐神津岛‐新岛‐利岛‐伊豆大岛‐伊豆半岛东岸‐八王子‐熊谷‐江户 |
| 文化13年 | 1816年 |                  | 72   | 第10次测量 江户府 |
| 文化15年 | 1818年 | 4月13日          | 74   | 去世。秘不发丧，由高桥景保继续制作地图。                                                                                  |
| 文政4年  | 1821年 |                  | 逝后 | 『大日本沿海輿地全图』完成後三个月公布去世的消息。                                                                        |
| 明治16年 | 1883年 | 2月27日 （新历） | 逝后 | 追赐正四位。 |

### 其他
- 一般日语姓名以训读较多，但伊能忠敬於千叶县的家乡使用音读唸他的名字： Inou Chūkei。
- 伊能忠敬住在江东区深川附近，每次外出测量前都会去参拜富冈八幡宫。因此，2001年神社内树立了他的铜像。
- 金泽工业大学（日语：金沢工業大学）土木工学科教授伊能忠敏是伊能忠敬的后代[1]。

## 作品

### 电影
- 「伊能忠敬-子午线之夢-」（2001年东映　导演：小野田嘉干）

### 电视剧
- 「四千万歩の男・伊能忠敬　人生ふた山、55岁の挑战　妻が支えた日本地图作り」（2001年NHK）
- 「新解釈・日本史」 第4話

### 小说
- 井上ひさし（日语：井上ひさし）《四千万步の男（日语：四千万歩の男）》（讲谈社／1992年）

### 漫画
- みなもと太郎『风云儿们』
- 谷口治郎『悠悠哉哉』